# فرانسوا دوبوي
فرانسوا دوبوي (بالفرنسية: François Dupuy)‏ هو منظر أعمال ‏ فرنسي، ولد في 1947.